# سلامه العنزی
سلامه العنزی (انگلیسی: Salammah Al-Enazy؛ زادهٔ ۱۳ اوت ۱۹۷۲) بازیکن فوتبال اهل کویت بود.
وی همچنین در تیم ملی فوتبال کویت بازی کرده‌است.